# Hotet (TV-serie)
Hotet (engelska: Fear) är en brittisk thrillerserie vars första säsong hade premiär på strömningstjänsten Prime Video den 4 mars 2025. Första säsongen består av tre avsnitt.

## Handling
Serien utspelar sig i Glasgow och handlar om Martyn och Rebecca som flyttar in i ett vackert hus med sina två små barn. Till en början verkar allt perfekt, men en obehaglig kommentar från grannen blir starten på ett alltmer skrämmande beteende.

## Rollista (i urval)
- Martin Compston – Martyn
- Anjli Mohindra – Rebecca
- Solly McLeod – Jan
- James Cosmo
- Daniel Portman
- Anneika Rose
- Bhav Joshi
- Maureen Beattie